# Augusteïsche periode

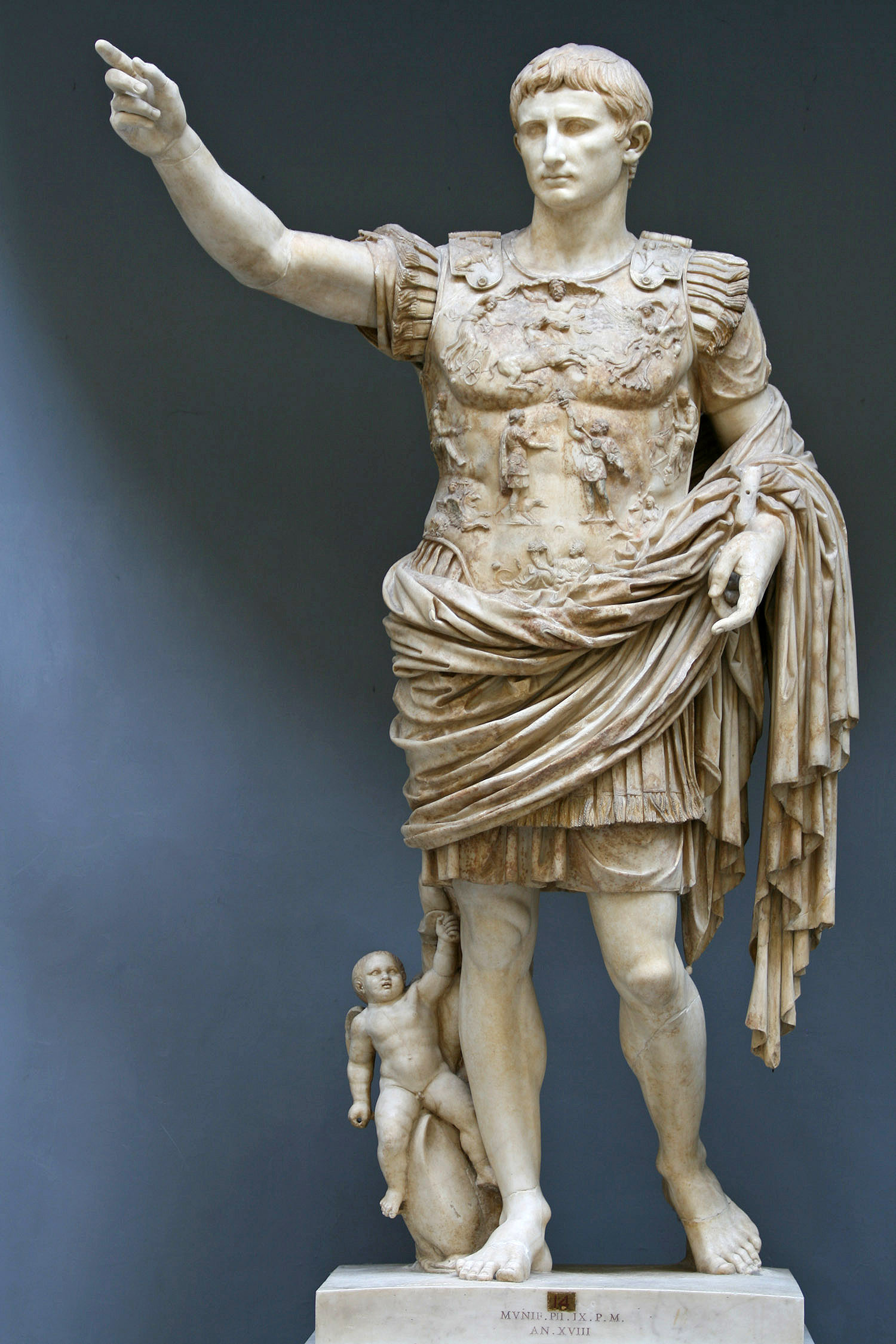
De zogenaamde Augustus van Prima Porta (1e eeuw, Vaticaanse musea).

De Augusteïsche periode (Latijn: saeculum Augustum) is de naam die wordt gegeven aan de periode van de geboorte tot de dood van de princeps Gaius Iulius Caesar Augustus.
Het idee om de periode van het leven van Augustus als een bijzondere periode te zien, treffen we voor het eerst aan bij Ovidius. We weten door Suetonius dat na de dood van Augustus een senator voorstelde om deze periode als saeculum Augustum op te nemen in de officiële kalender. Het is echter niet geweten of het voorstel ook werd aangenomen.
De naam Augusteïsche periode wordt ook door historici en kunsthistorici gebruikt om deze periode aan te geven. In deze periode kende onder stimulans van Augustus de Romeinse kunst, en de Romeinse literatuur in het bijzonder, een enorme bloei. De kunst werd daarbij ook in dienst gesteld van de propaganda van de nieuwe orde: het principaat.

## Voetnoten
1. ↑  Odes IV 15.4.
2. ↑  Augustus 100.3.

## Referentie
- B.W. Breed, Tua, Caesar, Aetas: Horace Ode 4.15 and the Augustan Age, in American Journal of Philology 125 (2004), pp. 245-253.